# سافا ليشيتش
سافا ليشيتش (بالصربية: Сава Лешић) مواليد 23 فبراير 1988 في كنين، جمهورية كرواتيا الاشتراكية، هو لاعب كرة سلة صربي. بدأ مسيرته الاحترافية في سنة 2007. يلعب مع نادي ميغا لكرة السلة في الدوري الصربي لكرة السلة. يبلغ طوله 6 قدم 9 بوصة (2.1 م). حقق المركز الأول في الألعاب الجامعية الصيفية 2011.

## المسيرة الاحترافية
لعب مع بارتيزان في موسم 2009–2010، ثم لعب مع ريد ستار من سنة 2010 إلى 2012، ثم لعب مع رادنيتشكي كراغوييفاتس في موسم 2013–2014، ثم لعب مع ينسي كراسنويارسك في الدوري الروسي في موسم 2014–2015، ثم لعب مع أوليمبيا في موسم 2015–2016، ثم لعب مع بالاكانسترو ريجيانا في الدوري الإيطالي في موسم 2016–2017، ثم لعب مع ميغا في سنة 2017.

## الميداليات
| الميدالية | المسابقة                      |
| --------- | ----------------------------- |
| ذهبية     | الألعاب الجامعية الصيفية 2011 |

## روابط خارجية
- سافا ليشيتش على موقع كرة السلة الأوروبية.كوم (الإنجليزية)
- سافا ليشيتش على موقع ريلجم (الإنجليزية)
- سافا ليشيتش على موقع بروبوليرز (الإنجليزية)
- سافا ليشيتش على موقع سبورتس رفرنس (الإنجليزية)